# Belgische Fußballnationalmannschaft (U-18-Junioren)
Die belgische Fußballnationalmannschaft der U-18-Junioren ist die Auswahl belgischer Fußballspieler der Altersklasse U-18. Sie repräsentiert den Königlich Belgischen Fußballverband auf internationaler Ebene und nahm lange Zeit an entsprechenden internationalen Wettbewerben, etwa der U-18-Europameisterschaft, teil. Nach einer Erhöhung der Altersgrenze seitens der UEFA auf 19 Jahre 2002 werden seither lediglich Freundschaftsspiele des jüngeren Jahrgangs als Vorbereitung für die U-19-Nationalmannschaft bestritten.

## Geschichte
Die U-18-Auswahl trat 1948 bei der Austragung des später als UEFA-Juniorenturnier bekannten Nachwuchswettbewerbs an, der seinerzeit vor Gründung des europäischen Kontinentalverbands von der FIFA ausgerichtet wurde. 1977 gelang dabei der Titelgewinn, Ronny Martens vom RSC Anderlecht und Eddy Voordeckers vom KFC Diest erzielten im Finale die Tore zum 2:1-Sieg gegen Bulgarien. 
Ab 1981 nahm die U-18-Auswahl regelmäßig an der Qualifikation zur seinerzeit neu eingeführten U-18-Europameisterschaft teil. Größter Erfolg war das Erreichen des Spiels um den dritten Platz bei der EM-Endrunde 1996, gegen England wurde das Bronzemedaillenspiel jedoch verloren.